# 簡家暐
簡家暐（1998年7月29日—）為臺灣男子籃球運動員，場上位置為前鋒，現效力於超級籃球聯賽臺灣銀行。簡家暐畢業於明仁國中、南山高中、國立臺灣師範大學，在球場上常擔任防守工作，2020年7月在超級籃球聯賽新人選秀會第二輪獲得臺灣銀行青睞，2022年6月以兩年合約續留臺灣銀行。

## 外部連結
- 簡家暐在Eurobasket.com（球員）（英语）
- 簡家暐在Flashscore（英语）